# Luxusgut

Abb. 1: Klassifikation von Gütern nach Nachfrageverhalten bei Einkommensänderungen.

Als Luxusgut bezeichnet man umgangssprachlich eine Klasse von Gütern, die von einem Konsumenten als Luxus wahrgenommen werden oder in der Volkswirtschaftslehre (und dort speziell in der Mikroökonomik) eine Klasse von Gütern, deren Nachfrage sich bei steigendem Einkommen überproportional zum Einkommensanstieg erhöht. Gegensatz ist das Billigsortiment.

## Allgemeines
Die umgangssprachliche Definition stellt die Luxusgüter dem Luxusbegriff gegenüber, was auch unter anderen der Volkswirt N. Gregory Mankiw vertritt. Eine Vielzahl von Ökonomen stellt bei Luxusgütern deren Zusammenhang zu Einkommen und Nachfrage her.
Unabhängig von der Definition unterliegen Luxusgüter der Hochpreisstrategie ihrer Anbieter. Im Hinblick auf das Preisniveau und auf die Beziehung zwischen Einkommen und Nachfrage gibt es volkswirtschaftlich drei Güterklassen, nämlich inferiore Güter, normale Güter und Luxusgüter. Bei inferioren Gütern führen steigende Einkommen sogar zu sinkender Nachfrage, bei normalen Gütern wächst die Nachfrage unterproportional oder proportional zum Einkommen, bei Luxusgütern steigt die Nachfrage überproportional. Normale und Luxusgüter heißen auch superiore Güter, weil bei beiden die Nachfrage steigt. Über diese Abgrenzungen besteht in der Fachliteratur jedoch keine einheitliche Meinung. Normalgüter dienen der Grundversorgung; ihre Nachfrage ist anfangs sehr hoch, es tritt jedoch sehr schnell Sättigung ein; erst danach beginnt die Grenze zu den Luxusgütern.

## Geschichte
Als Haupteigenschaft der ersten Luxusgüter der Antike galt ihre natürliche Knappheit. Deshalb gehörten Edelmetalle wie Gold oder Silber für die Elite zu den Luxusgütern. Manche Historiker zählen auch Olivenöl zu den antiken Luxusgütern. Die Nabatäer kontrollierten einen großen Teil der Weihrauchstraße, auf der Weihrauch und andere Luxusgüter von Südarabien bis ans Mittelmeer zum Hafen Gaza transportiert wurden. Für die Römer galt Pfeffer als das wichtigste Würzmittel, sie verwendeten auch Gewürznelken und Ingwer zur Verfeinerung der Fleischgerichte. Seefahrer und Händler brachten im 7. Jahrhundert vor Christus exotische Luxusgüter aus dem Orient und Afrika nach Etrurien, wo sie einen regen Absatz fanden. Auch Porzellan, Seide oder Tee mussten aus Übersee nach Europa gebracht werden, vor allem Seide galt als „Prestigegut“. Von ihr berichtete der römische Philosoph Seneca um 64 vor Christus in seinem Werk „Über Wohltaten“ (lateinisch De beneficiis) bissig, dass die Damen „nicht einmal ihren ehebrecherischen Liebhabern mehr von sich im Schlafzimmer als in der Öffentlichkeit zeigen“.
Als Hauptabnehmer der Luxusgüter fungierten im Mittelalter vorwiegend die königlichen oder adligen Höfe. Der von Kaufleuten betriebene Handel spezialisierte sich auf Fernhandel mit Luxusartikeln. Die Nachfrage des spätmittelalterlichen Zentraleuropa nach knappen Gewürzen war so groß, weil sie sich auf eine kleine Oberschicht begrenzte, sodass Gewürznelken (Molukken), Ingwer, Muskatnussgewächse (Banda Neira), Pfeffer oder Zimt ausgesprochene Luxusgüter waren. Der Preis des Pfeffers, eines der am meisten begehrten Luxusgüter in den Städten und auf dem Lande, fiel im Jahre 1607 in Augsburg und in Wien (in Wien von 112,5 Kreuzer je Pfund im Jahre 1600 auf 45 Kreuzer im Jahre 1607).
Der Merkantilismus konzentrierte sich im 17. Jahrhundert unter anderem auf die Theorie, dass sich im eigenen Land der Wohlstand einstellen werde, wenn der Export von Luxusgütern gesteigert, der Import jedoch verringert werde und damit das Geld im Lande bliebe. Friedrich I. führte im März 1698 mit der Perücken- und Karossensteuer erstmals eine Luxussteuer ein, die im November 1717 wieder abgeschafft wurde. Ebenso wurde die heute noch existente Hundesteuer in Preußen erstmals im Jahre 1810 als Luxussteuer initiiert. Im gleichen Jahr belegte Zar Alexander I. französische Luxusgüter mit hohen Einfuhrzöllen. Kaiser Wilhelm II. führte im Mai 1902 die Sektsteuer als Luxussteuer ein, sie lebt bis heute als Schaumweinsteuer fort. David Ricardo stellte hierzu 1817 fest, dass „Steuern auf jene Waren, die man gewöhnlich als Luxusgegenstände betrachtet, belasten nur jene, die diese gebrauchen.“

## Arten
Zu den Luxusgütern gehören insbesondere Güter exklusiver Markennamen mit Hochpreisstrategie („Luxusmarken“) wie Modelabels der haute couture (etwa Hugo Boss, Pierre Cardin, Christian Dior, Yves Saint Laurent), Accessoires (Gucci, Louis Vuitton), Luxusuhren (etwa der Marken Breitling SA und Rolex), Gebrauchsgegenstände wie Autos (Ferrari, Lamborghini, Mercedes-Maybach, Rolls-Royce Motor Cars), Sammlerobjekte (Antiquitäten, Briefmarkensammlungen, Kunstwerke, Münzsammlungen), hochpreisige Nahrungs- oder Genussmittel (Champagner, Delikatessen wie Kaviar oder Trüffel), Hausrat (Christofle, Poggenpohl, Rosenthal, Villeroy & Boch) oder Luxuswohnungen. Sichere Geldanlagen sind Luxusgüter und keine Grundbedürfnisse. Der Hochpreis ergibt sich entweder aus künstlicher Knappheit (etwa Hermès) oder aus der Hochpreisstrategie (Bally). Zum Hochpreis-Segment zählen in der Gastronomie Luxushotels oder auch die vom Guide Michelin ausgezeichnete „Sterne-Gastronomie“.

## Rechtsfragen
Luxusgüter unterliegen stets der Pfändung. Selbst wenn sie nach § 811 Abs. 1 Nr. 1, 5 und 6 ZPO als unpfändbar gelten, können sie gemäß § 811a ZPO im Wege der Austauschpfändung durch Überlassung eines dem Verwendungszweck genügenden Ersatzstücks gepfändet werden (Austausch einer Rolex von 16.000 Euro gegen eine Swatch von 30 Euro). Unpfändbare Gegenstände nach § 811 Abs. 1 Nr. 1, 5 und 6 ZPO sind Gegenstände des persönlichen Gebrauchs, Hausrat oder der Berufsausübung bzw. Erwerbstätigkeit dienende Sachen. In manchen Staaten wird für bestimmte Luxusgüter eine Luxussteuer erhoben (wie in Dänemark oder Finnland).
In Frankreich ist die Vernichtung von unverkaufter Ware seit Anfang 2022 verboten. Die Vernichtung von Lagerbeständen war für Luxusmarken eine Möglichkeit zu verhindern, dass ihre Ware in „falsche Hände“ fiel, wie es die NZZ formulierte, als sie 2018 über die letztmalige Vernichtung von Beständen im Wert von 90 Millionen Pfund bei Burberry berichtete. In Deutschland war im Kreislaufwirtschaftsgesetz schon 2020 die sogenannte Obhutspflicht eingeführt worden, welche aber keine Sanktionen vorsah. Am 23. April 2024 stimmte das EU-Parlament der Regelung zu, dass Neuware nicht mehr vernichtet werden darf, wobei diese Regelung auf Biligware am anderen Ende der Skala abzielt.

## Soziologie
Die Soziologie hat vier Kriterien herausgearbeitet, die ein Luxusgut ausmachen:
- Der Gebrauchswert ist die Bedeutung eines Gutes bezüglich seiner subjektiven Nützlichkeit (Ophelimität) bzw. seiner objektiven Eignung für einen bestimmten Verwendungszweck.[25]
- Der Tauschwert vollzog in der Klassischen Nationalökonomie (François Quesnay und Adam Smith) eine Identifizierung mit dem Preis.[26]
- Symbolische Funktion als Verkörperung von sozialen Verhältnissen in Form des Statussymbols.
- Über die bestehende Sozialordnung hinausgehende Zeichenfunktion (englisch sign value).[27]

Ophelimität ist die subjektive Wohlfahrt, Nutzen die objektive. So steigert das Rauchen einer Zigarette zwar die Ophelimität als subjektives Wohlbefinden, jedoch objektiv ist es dem Wohlbefinden des Rauchers abträglich.

## Wirtschaftliche Aspekte
Luxuswaren sind keine „Nachfrageprodukte“, die ein rationales Problem lösen. Sie sind vielmehr „Angebotsprodukte“, die eine sinnliche Erlebniswelt schaffen, emotionale Lösungen bieten und einen Traum konkretisieren. Außerdem wirken sie als Statussymbole, mit denen ein sozialer Status signalisiert wird, selbst wenn keine Autorität vorhanden ist wie bei Hochstaplern. Nachfrager nach Luxusgütern verfolgen ferner das Ziel, sich durch den Kauf dieser Güter von der Masse der übrigen Konsumenten abzuheben und einen bestimmten Lebensstil zu demonstrieren. Luxusgüter stellen keine Eigenschaft dieser Güter dar, sondern es handelt sich um das Marktverhalten einiger Marktteilnehmer mit bestimmten Präferenzen in bestimmten Einkommenssituationen. So wird ein von BAföG lebender Student seinen Hunger mit Junk Food stillen, später als Vorstandsmitglied eines Großunternehmens jedoch im „Sterne-Lokal“ speisen.
Die Selektionsfunktion des Preises führt dazu, dass beim hohen Preisniveau überwiegend Nachfrager übrigbleiben, deren Einkommen oder Vermögen durch die Bezahlung nicht nennenswert geschmälert wird. Wichtigste Zielgruppe sind deshalb Einkommens- oder Vermögensmillionäre. Luxusgüter erfüllen diesen ein Luxusbedürfnis. Sie bilden ein Marktsegment, bei dem es ein anderes Konsumverhalten der Verbraucher gibt als beispielsweise bei Billigprodukten. Steigen die Einkommen, wechseln die Verbraucher zu höherwertigen oder teureren Substitutionsgütern. Der Mitläufereffekt beschreibt das persönliche Ziel einer Minderheit von Marktteilnehmern, durch den Konsum bestimmter Luxusgüter einer gewissen Prestigegruppe zugehörig zu erscheinen. Deshalb gibt es in diesem Marktsegment auch Marktteilnehmer, die nicht zu den Vermögenden gehören. Andererseits sind Angebote mit niedrigen Preisen für ärmere Käuferschichten attraktiv. Die hohe Produktqualität und die geringe Obsoleszenz der Luxusgüter erhöhen die Selbstkosten der Anbieter; ein günstiger Kaufpreis ist ohnehin nicht geplant.
Im Hinblick auf die Einkommenselastizität {\displaystyle \eta _{i}} sind Luxusgüter positiv, also vollkommen elastisch:
{\displaystyle \eta _{i}>1},
sodass bei steigendem Einkommen die Nachfrage überproportional wächst. Umgekehrt sinkt bei Rezessionen die Nachfrage überproportional, Luxusgüter sind damit im Hinblick auf die Einkommenselastizität konjunkturanfällig. Durch die übliche Darstellung mit der Marshallschen Nachfrage ({\displaystyle x_{i}(\mathbf {p} ,y)=x_{i}(p_{1},\ldots ,p_{n};y)}) nach einem Gut {\displaystyle i} in Abhängigkeit von den Preisen aller {\displaystyle n} Güter und dem Haushaltseinkommen {\displaystyle y}
{\displaystyle \eta _{i}\equiv {\frac {\partial x_{i}(\mathbf {p} ,y)}{\partial y}}{\frac {y}{x_{i}(\mathbf {p} ,y)}}}
wird ein Gut nur dann zum Luxusgut, wenn die Einkommenselastizität größer als 1 ist. Die Preiselastizität kann hoch bis sehr gering sein, so dass die – zahlungskräftigen – Nachfrager auf Preisänderungen nicht oder kaum reagieren. Für sie sind keine immanenten Sättigungsgrenzen erkennbar. Theoretisch haben Luxusgüter eine hohe Preiselastizität der Nachfrage, „notwendige Güter“ hingegen eine geringe Preiselastizität der Nachfrage, Luxusgüter sind mithin eher konjunkturneutral, so dass die Nachfrage nach ihnen auch in der Rezession kaum abschwächt. Beim Veblen-Effekt steigt die Nachfrage nach Luxusgütern trotz Preiserhöhung sogar weiter an. Da nur wenige Zielgruppen für Luxusgüter in Frage kommen, werden sie meist auf einem Klassenmarkt angeboten.
Die Streitfrage, ob Luxuskonsum durch Luxussteuern reduziert werden kann, ist schwer zu beantworten. Einerseits führt nach der Neoklassischen Theorie eine Besteuerung zu einer Preiserhöhung (durch Steuerüberwälzung auf den Endkunden) und damit zu einem Marktgleichgewicht bei niedrigerem Umsatz. Während einzelne Autoren diesen Zusammenhang auch für Luxussteuern sehen, erkennen andere Autoren keine Lenkungswirkung: Denn andererseits besteht der Nutzen des Luxusguts darin, dass es so teuer ist, dass es sich nicht jeder leisten kann. Damit führen Preiserhöhungen nicht zwingend zu einer Reduzierung der Nachfrage: Der Status des Käufers steigt durch den Erwerb, weil das Luxusgut teurer geworden ist, und damit steigt die Nachfrage.